# Массовые беспорядки в Александрове
Массовые беспорядки в Александрове 23-24 июля 1961 года — стихийные волнения в городе Александрове Владимирской области, происшедшие в результате конфликта местных жителей с представителями правоохранительных органов.

## Начало беспорядков
В воскресенье, 23 июля 1961 года, два солдата, В. Грездов и А. Крылов, из расквартированной в Загорске (ныне — Сергиев Посад) части решили провести выходной день в Александрове. К вечеру того дня они уже находились в состоянии сильного алкогольного опьянения. На Советской площади их встретил майор милиции Кузнецов, который предложил пройти им в горотдел милиции, который находился здесь же. Поскольку майор был в штатском, солдаты отказались подчиниться, началась перепалка, в результате которой солдат задержали и увели в помещение горотдела сотрудники милиции. Дежурный поставил в известность коменданта александровского гарнизона подполковника Черейского, чтобы тот забрал Грездова и Крылова.
Перепалку с милиционерами видели несколько женщин. На их возмущённые возгласы у здания горотдела начала собираться толпа, которая начала требовать освобождения солдат, которые якобы подвергаются в милиции побоям. Приблизительно в 19 часов к зданию подъехала машина Черейского. Толпа окружила его и сопровождавших его четырёх солдат и продолжила требовать освобождения задержанных.
Успокаивать толпу прибыли прокурор города, уполномоченный Комитета государственной безопасности СССР и несколько работников партийных организаций Александрова. С помощью сотрудников милиции в машину Черейского удалось посадить только одного из задержанных — Грездова, после чего машина смогла вырваться из толпы, которая в это время занималась выбиванием входной двери горотдела. Участникам беспорядков удалось оттеснить милиционеров и освободить Крылова. В беспорядках Крылов не стал принимать участие, а покинул площадь и вернулся в свою часть. Впоследствии и Грездов, и Крылов были осуждены за хулиганство.
Не зная о том, что Крылов скрылся, Черейский около 20 часов вернулся за ним. К этому моменту толпа на Советской площади насчитывала порядка пятисот человек, звучали призывы громить горотдел и «устроить как в Муроме» (тремя неделями ранее произошли массовые беспорядки в другом городе Владимирской области — Муроме). Окружив машину подполковника, участники беспорядков стали пытаться её перевернуть. Черейского вытащили из машины и стали избивать.

## Участники беспорядков
Большинство из тех, кто участвовал в беспорядках, были ранее судимыми (Александров был зоной 101-го километра, за который высылали от крупных населённых пунктов ранее судимых). Из впоследствии осуждённых за участие в беспорядках 18 человек 12 имели судимости. Среди них — четырежды судимый за хулиганство шорник Барабанщиков, также ранее судимые за хулиганство Логинов и Савасеев, репрессированная при Сталине Клочкова, судимый за хищение государственной собственности Федотов и ряд других. Остальные шесть осуждённых за участие в беспорядках были на тот момент пьяны. Среди них был грузчик Павел Зайцев, кавалер ордена Славы 3-й степени и награждённый медалью «За отвагу», которого участники беспорядков во время разгрома горотдела самого приняли за сотрудника милиции и сильно избили, в результате чего он оказался в больнице.

## Разгар беспорядков и их подавление
Приблизительно в 20:40, когда избитому подполковнику Черейскому удалось заскочить в здание горотдела милиции, около пятидесяти погромщиков начали выламывать окна, решётки и двери, подожгли стоявшие у здания милицейские мотоцикл с коляской и автомобиль «ГАЗ». Пытавшийся не допустить поджога командир пожарной охраны был избит. Пожарные автомобили не были пропущены толпой к горящему автотранспорту. Оцепив ГОВД с трёх сторон, толпа начала забрасывать его камнями, а затем вышибла садовой скамейкой двери. В здании находилось 12 сотрудников милиции, которые сделали в совокупности 364 предупредительных выстрела в воздух, но толпу это не остановило. Участники беспорядков начали громить кабинеты, выбрасывали из окон сейфы и мебель. Имеющихся в камере отдела задержанных милиционеры успели передать в находившуюся рядом в смежном здании тюрьму № 4. После завершения погрома толпа подожгла здание Александровского ГОВД.
Через некоторое время на площадь прибыли две роты солдат без оружия. Никакого влияния на ход событий они не оказали. Участники беспорядков пыталась распропагандировать их, говоря, что они встали на защиту такого же солдата, как и они, но безуспешно. Единственным человеком, который попытался уговорить погромщиков разойтись, была директор александровского Дома Пионеров Надежда Шапкина.
Вскоре после начала пожара в горотделе милиции толпа начала штурм здания тюрьмы. В тюрьме в этот момент находилось 169 преступников, в том числе 82 из категории особо опасных, которые охранялись 22 сотрудниками во главе с лейтенантом Можаевым. Во время штурма тюремная охрана открыла огонь на поражение, однако, несмотря на это, люди закидывали тюрьму камнями, а один из участников беспорядков, некий Масленников, закрыл окно дежурного помещения железным щитом, чем лишил охрану тюрьмы обзора. Погромщики подожгли тюремный «ГАЗ-51», надеясь, что огонь перекинется на здание тюрьмы, но охранники, отогнав их выстрелами, сумели потушить машину. В результате неудачного штурма погибли 4 человека, ещё 11 получили ранения. Впоследствии оказавшие погромщикам сопротивление охранники тюрьмы получили благодарности.
24 июля 1961 года, к 2 часам ночи, в Александров вошли войска дивизии им. Дзержинского под командованием генерал-майора Корженко, которые подавили беспорядки и дали тем самым возможность пожарным ликвидировать возгорания.

## Следствие и суд
Первый судебный процесс над участниками массовых беспорядков в Александрове прошёл 22-25 августа 1961 года в доме культуры фабрики «Искождеталь». В эти дни в городе находились усиленные военно-милицейские патрули. На первом процессе в качестве подсудимых присутствовало 9 человек. Четверых из них суд (Савасеева, Горшкова, Барабанщикова и Сидорова) приговорил к высшей мере наказания — смертной казни через расстрел, остальные пятеро были приговорены к 15 годам лишения свободы.
Второй судебный процесс состоялся 5-9 октября 1961 года во Владимире. Все подсудимые были приговорены к 15 годам лишения свободы.
После окончания судебных процессов на всех предприятиях Александрова прошли митинги с осуждением действий погромщиков. О судах над ними написали лишь областные газеты, в центральных об этом не писалось.